# Jaeger Stone
Jaeger Stone (* 2. Oktober 1990) ist ein australischer Profi-Windsurfer. Sein bisher größter Erfolg ist der 3. Platz der Wave-Wertung des Windsurf World Cups 2015.

## Leben
Stone debütierte 2006 im Windsurf World Cup. 2011 errang er beim Event in El Médano (Teneriffa, Spanien) seinen ersten Podestplatz hinter Philip Köster und Daniel Bruch. Nachdem er zwei Jahre nicht an der PWA World Tour teilgenommen hatte, konnte er 2015 mit dem 3. Platz im Gesamtklassement seinen bisher größten Erfolg feiern. Auch in den folgenden Jahren konnte er sich unter den besten zehn Waveridern der Welt platzieren. 2019 errang er seinen ersten Worldcupsieg beim Wettkampf auf Teneriffa vor Victor Fernandez und Philip Köster.

## Erfolge

### World Cup
| Saison | Wave  | Wave   |
| Saison | Platz | Punkte |
| ------ | ----- | ------ |
| 2007   | 39.   | 1457   |
| 2008   | 34.   | 1457   |
| 2010   | 32.   | 1193   |
| 2011   | 19.   | 3821   |
| 2014   | 12.   | 6805   |
| 2015   | 3.    | 6003   |
| 2016   | 5.    | 5954   |
| 2017   | 7.    | 2790   |
| 2018   | 4.    | 20.950 |
| 2019   | 7.    | 21.655 |

### World Cup Siege
Stone errang bisher sechs Podestplätze, davon einen Sieg:
| Datum                   | Ort       | Land    | Disziplin |
| ----------------------- | --------- | ------- | --------- |
| 05.08.2019 – 11.08.2019 | El Médano | Spanien | Wave      |

### Weitere Erfolge
- Sieger des Red Bull Storm Chase 2019[1]
- Australischer Meister 2011[2][3]